# Henry Iba
Henry Payne Iba, detto Hank (Easton, 6 agosto 1904 – Stillwater, 15 gennaio 1993), è stato un allenatore di pallacanestro statunitense, attivo a livello universitario per più di 40 anni e coach di tre diverse formazioni olimpiche statunitensi.
È divenuto membro del Naismith Memorial Basketball Hall of Fame dal 1969.

## Palmarès
- 2 volte campione NCAA (1945, 1946)
- Torneo olimpico: 2
Naz. statunitense: 1964, 1968.